# Hans s'Jacob

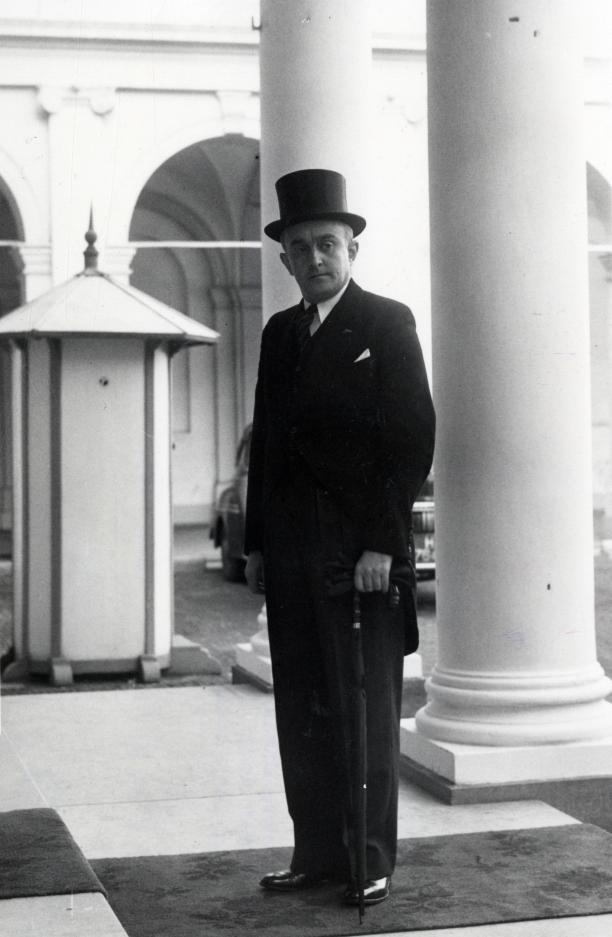
Mr. H.L. s' Jacob op Paleis Noordeinde, bij zijn beëdiging als Minister van Oorlog en Marine (1950)

Hendrik Laurentius (Hans) s'Jacob (Driebergen, 5 april 1906 – Leiden, 29 september 1967) was een Nederlands politicus.
s'Jacob was een partijloze financieel deskundige die korte tijd minister was in het Kabinet-Drees-Van Schaik. Hij was afkomstig uit de pactricische familie s'Jacob. Hij was de zoon van de Utrechtse Commissaris van de Koningin Herman Theodoor s'Jacob (1869-1950) en Wilhelmina Elisabeth Charlotte van Boetzelaer (1876-1970). 
Hij was zelf aanvankelijk burgemeester van een Gelderse plattelandsgemeente. Hij werd in 1945 secretaris-generaal van het ministerie van Financiën en was daarna als plaatsvervangend Hoge Vertegenwoordiger van de Kroon belast met de repatriëring van Nederlandse militairen uit Indonesië. Hij volgde in oktober 1950 Schokking op als minister van Oorlog en Marine. Zijn belangrijkste besluit was het ontslag van generaal Kruls. Hij werd in het opvolgende kabinet niet gehandhaafd, hoewel hij goed lag in de Kamer.